# Chien finnois de Laponie
Ne doit pas être confondu avec le berger finnois de Laponie.
Le chien finnois de Laponie (Suomenlapinkoira ou finsk lapphund) est une race de chien originaire de Finlande. Élevée traditionnellement par les Samis pour garder les troupeaux de rennes, son histoire récente est plus tumultueuse, avec de nombreux changements de noms et des modifications de standards de la race. Le berger finnois de Laponie en est issu.
Le chien finnois de Laponie est un spitz de taille moyenne, à la fourrure abondante et aux  nombreuses nuances de couleurs. C'est un chien calme, courageux et digne de confiance apprécié comme chien de compagnie en Finlande.

## Historique

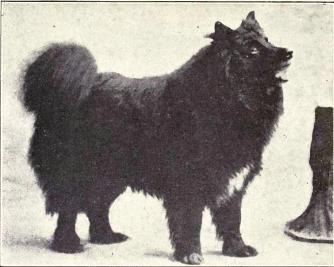
Chien finnois de Laponie en 1915.

Les Samis emploient traditionnellement des chiens de même type que le berger finnois de Laponie pour garder les rennes. La race s'est adaptée au climat rigoureux de la Laponie. Un premier standard est établi par le Kennel Club finlandais en 1945 sous le nom « chien finnois de Laponie ». En 1967, le nom de la race est changé en « chien de Laponie ». Au cours des années 1970, le type et l’aspect de la race se fixent définitivement et le standard est précisé à plusieurs reprises. En 1993, le nom de la race redevient « chien finnois de Laponie ». En 1996, le berger finnois de Laponie, considéré jusqu'à présent comme un chien finnois de Laponie, obtient son propre standard.
La race est aujourd'hui très répandue dans toute la Finlande comme chien de compagnie. Elle est représentée dans la plupart des pays européens, au Canada, aux États-Unis ainsi qu'en Australie[réf. nécessaire].

## Standards

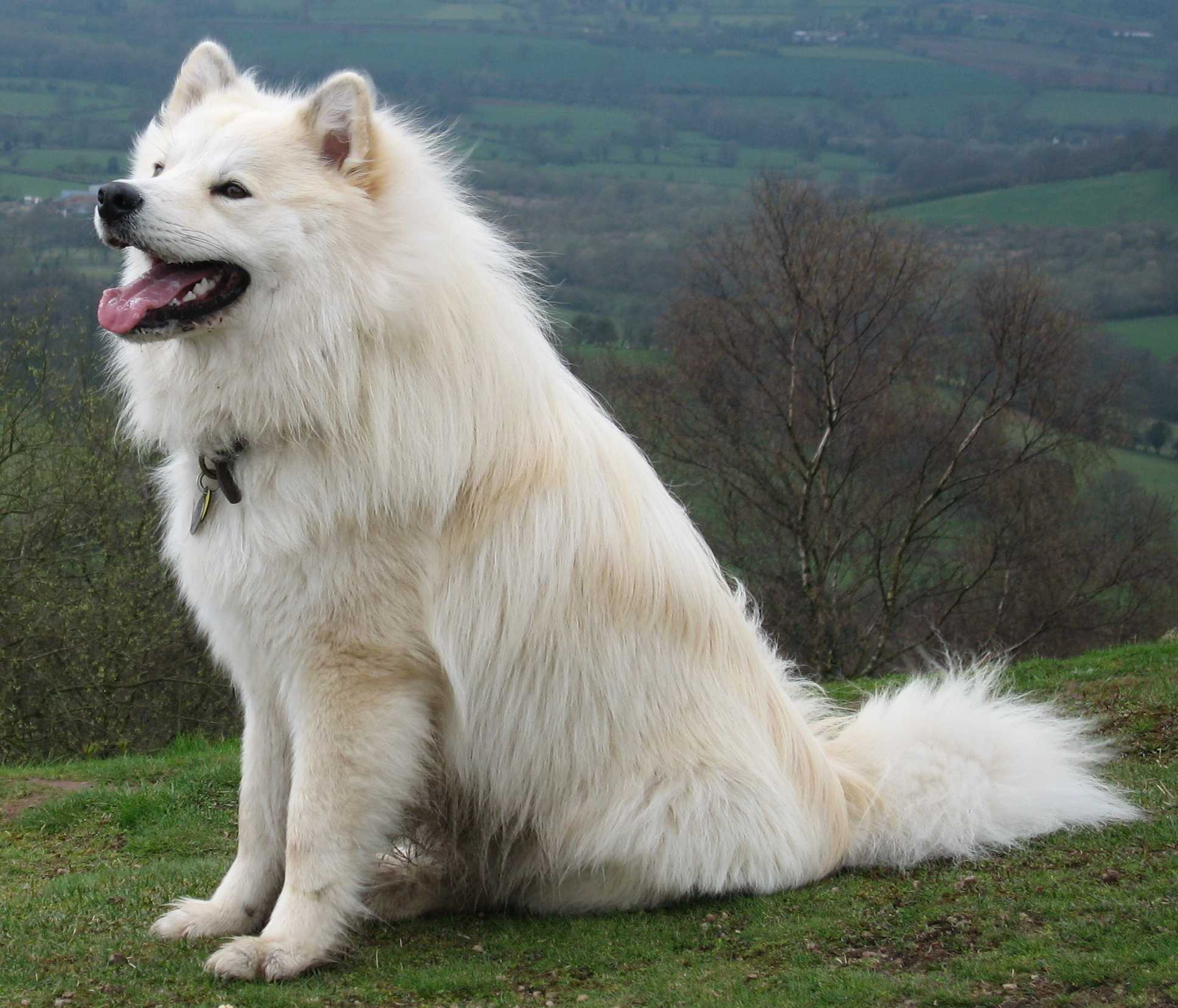
Finnois de Laponie.

Le chien finnois de Laponie est un chien de type spitz, de taille un peu en dessous de la moyenne et de constitution robuste. La longueur du corps dépasse légèrement la hauteur au garrot. Attachée plutôt haut, la queue est de longueur moyenne, couverte d’un poil long et abondant ; elle est portée recourbée sur le dos ou le côté en action et peut être pendante au repos. L’extrémité de la queue peut présenter un crochet en forme de J. De forme ovale, les yeux sont de couleur brun foncé, tout en restant en harmonie avec la couleur de la robe. Les oreilles sont de forme triangulaire, portées dressées ou semi-dressées.
La robe est abondante. Le poil de couverture est long, droit et rêche avec un sous-poil fin et serré. Sur la tête et sur les faces antérieures des membres, le poil est plus court. Les mâles ont une crinière opulente. Toutes les couleurs sont admises. Des couleurs différentes de la couleur de base peuvent apparaître en tête, au cou, à la poitrine, sur la face inférieure du corps, aux membres et à la queue, mais la couleur de base doit rester dominante.

## Caractère
Le chien finnois de Laponie est décrit comme éveillé, courageux et calme dans le standard FCI. Il est d'un naturel pacifique.

## Santé
Comme toutes les races canines, il peut être affecté par de nombreuses tares génétiques dont la dysplasie coxo-fémorale, la luxation patellaire, la cataracte ainsi que l'atrophie progressive de la rétine[réf. nécessaire].

## Utilité
Ce petit chien de berger conduisait les troupeaux de rennes du peuple Sami, il est à présent également apprécié comme chien de compagnie.

## Race proche
Outre le chien finnois de Laponie, et le berger finnois de Laponie, les appellations chien de Laponie ou lapphund recouvrent d'autres races de chiens de type spitz originaires de Fennoscandie dont le lapphund suédois, appelé chien suédois de Laponie.